# Ditshegwane
Ditshegwane est une ville du Botswana.